# Кеберлиния
Кеберлиния (лат. Koeberlinia) — род цветковых растений, монотипного семейства Кеберлиниевые (лат. Koeberliniaceae). Иногда этот вид относят к семейству Каперсовые (лат. Capparaceae). Род назван в честь немецкого ботаника Кристофа Людвига Кёберлина (1794—1862).

## Ареал
Кеберлиния колючая произрастает в северных областях Мексиканского нагорья, а также вниз к востоку в северных предгорьях восточной Сьерра-Мадре. На западе она встречается на юге и в центре пустыни Сонора, а также на юге и юго-востоке Аризоны. Вид также найден в трёх регионах Южной Нижней Калифорнии (на части Сонорской пустыни).

## Ботаническое описание
Это кустарник среднего или крупного размера, иногда разрастается до высоты более 4 м. Растение целиком зелёное и состоит из запутанных прямых стеблей, многократно ветвящихся. Конец каждой жёсткой ветви суживается до длинной, острой колючки. Листья в основном рудиментарные и превращены в маленькие опадающие чешуи. Основную фотосинтетическую роль выполняют зелёные ветви и стебли. Растение обильно цветёт белыми или зеленовато-белыми цветками. Плоды — блестящие чёрные ягоды в несколько миллиметров длиной; они привлекают птиц.

## Виды
По информации базы данных The Plant List (на июль 2016), род включает 2 вида:
- Koeberlinia holacantha W.C. Holmes, K. L. Yip & Rushing
- Koeberlinia spinosa Zucc. — Кеберлиния колючая